# Julius Posener
Julius Posener (ur. 4 listopada 1904 w Berlinie, zm. 29 stycznia 1996 tamże) – niemiecki architekt i historyk architektury pochodzenia żydowskiego.

## Życiorys
Posener pochodził z mieszczańskiej rodziny żydowskiej i studiował na Wyższej Szkole Technicznej w Berlinie-Charlottenburgu (1923–1929), m.in. u Hansa Poelziga. Po studiach pracował w Berlinie (m.in. u Ericha Mendelsohna (1887–1953) przy budowie Columbushaus przy placu Poczdamskim).
Po przejęciu władzy w Niemczech przez nazistów wyjechał w 1933 do Paryża. Po roku bezrobocia, podjął pracę jako sekretarz redakcji pisma „L’Architecture d’Aujourd’hui” wydawanego przez André Bloca, do którego również sam pisał artykuły o architekturze niemieckiej pod pseudonimem Julien Lepage. W okresie tym Posener spotykał się z Augustem Perretem (1874–1955) i Le Corbusierem (1887–1965).
W 1935 wyemigrował do Palestyny, gdzie przejściowo pracował w jerozolimskim biurze Ericha Mendelsohna. W 1936 wyjechał do Bejrutu, gdzie nadzorował budowę domu libańskiego prezydenta, przerwał jednak prace i w 1937 powrócił do Palestyny. Następnie, pod kierownictwem Lotte Cohna (1893–1983) zaprojektował i zrealizował dom na osiedlu w Herclijja w dystrykcie Tel Awiwu. W latach 1937–1939 wydawał pismo stowarzyszenia architektów „Chug Adrichalei Erez Israel” zatytułowane „Habinyan Bamisrach Hacharov”, a także pisał artykuły o architekturze w Palestynie do prasy międzynarodowej.
W 1941 wstąpił do armii brytyjskiej, zaś w 1945 został przeniesiony na własną prośbę do jednostki wywiadowczej na terenie Niemiec – w służbie pozostawał do 1947. W 1948 został obywatelem brytyjskim. W latach 1948–1956 wykładał na uczelniach w Londynie i Kuala Lumpur. W 1961 powrócił do Niemiec, aby objąć katedrę historii architektury na Uniwersytecie Sztuk Pięknych w Berlinie, którą piastował aż do przejścia na emeryturę w 1971.
W latach 1973–1976 był przewodniczącym Deutscher Werkbund, a później jego członkiem honorowym. Posener wydał kilkadziesiąt książek na temat historii architektury współczesnej i często określany był jako nestor niemieckiej historii architektury.
W 1996 został laureatem Nagrody Heinricha Manna.

## Wybrane publikacje
- Berlin auf dem Wege zu einer neuen Architektur (1979)
- Schinkel zu Ehren (1980)
- Aufsätze und Vorträge 1931-1980 (1981)
- Fast so alt wie das Jahrhundert (1990)
- Was Architektur sein kann. Neuere Aufsätze (1995)